# 三浦町 (豊橋市)
三浦町（みうらまち）は、愛知県豊橋市の地名。

## 歴史
- 明治初年 - 渥美郡豊橋三浦町が成立[1]。
- 1889年（明治22年） - 渥美郡豊橋町三浦町となる[1]。
- 1906年（明治39年） - 豊橋市三浦町となる[1]。
- 1935年（昭和10年）6月5日 - 大日本興業株式会社の本店が東京府東京市麹町区丸ノ内二丁目に移る[2]。
- 1958年（昭和33年） - 豊橋市魚町・花園町・新本町・萱町にそれぞれ編入され、消滅[1]。

## 施設
- 大日本興業[2]
- 東京独立銀行支店[3]
- 小山ドレスメーカー女学院[4]
- 文化高等服装学院[4]
- 浄円寺[5]
- 才能教育幼稚園（社団法人才能教育研究会豊橋支部）[6]